# Ас-Сіснія
Ас-Сіснія (араб. السيسنية) — місто в Сирії. Знаходиться в провінції Тартус, у районі Сафіта. Є центром однойменної нохії.
| Сирія | Це незавершена стаття з географії Сирії. Ви можете допомогти проєкту, виправивши або дописавши її. |